# Communauté de communes Entre Loire et Allier
Die Communauté de communes Entre Loire et Allier ist ein ehemaliger französischer Gemeindeverband mit Rechtsform einer Communauté de communes im Département Ardèche, dessen Verwaltungssitz sich in dem Ort Coucouron befand. Er lag am Westrand des Départements im Zentralmassiv auf einer Hochfläche zwischen den Oberläufen der Flüsse Loire und Allier. Der Ende 2005 gegründete Gemeindeverband bestand aus neun Gemeinden auf einer Fläche von 185,5 km2.

## Aufgaben
Zu den vorgeschriebenen Kompetenzen gehörten die Entwicklung und Förderung wirtschaftlicher Aktivitäten und des Tourismus sowie die Raumplanung auf Basis eines Schéma de Cohérence Territoriale. Der Gemeindeverband bestimmte die Wohnungsbaupolitik und betrieb die Müllabfuhr und die Straßenmeisterei.

## Historische Entwicklung
Mit Wirkung vom 1. Januar 2017 fusionierte der Gemeindeverband mit der Communauté de communes Cévenne et Montagne Ardéchoises und der Communauté de communes Sources de la Loire und bildete so die Nachfolgeorganisation Communauté de communes de la Montagne d’Ardèche.

## Ehemalige Mitgliedsgemeinden
Folgende neun Gemeinden gehören der Communauté de communes Entre Loire et Allier an:
| Gemeinde                | Einwohner 1. Januar 2022 | Fläche km² | Dichte Einw./km² | Code INSEE | Postleitzahl |
| ----------------------- | ------------------------ | ---------- | ---------------- | ---------- | ------------ |
| Coucouron               | 767                      | 23,9       | 32               | 07071      | 07470        |
| Issanlas                | 103                      | 28,4       | 4                | 07105      | 07510        |
| Issarlès                | 125                      | 18,4       | 7                | 07106      | 07470        |
| Lachapelle-Graillouse   | 188                      | 20,5       | 9                | 07121      | 07470        |
| Lanarce                 | 209                      | 22,4       | 9                | 07130      | 07660        |
| Lavillatte              | 43                       | 18,6       | 2                | 07137      | 07660        |
| Le Lac-d’Issarlès       | 251                      | 14,3       | 18               | 07119      | 07470        |
| Lespéron                | 321                      | 25,0       | 13               | 07142      | 07660        |
| Saint-Alban-en-Montagne | 65                       | 13,9       | 5                | 07206      | 07590        |